# 塞爾吉奧·弗洛卡里
塞爾吉奧·弗洛卡里（Sergio Floccari，1981年11月12日—）是一位意大利足球運動員。在場上司職前鋒位置。目前效力於意甲球隊史帕爾。之前他曾效力過墨西拿等俱樂部。在墨西拿於2007年降級後，弗洛卡里加入亞特蘭大。2009年夏季，他轉會到熱那亞。